# 김부돌
김부돌(金扶乭, 1953년 4월 15일 ~ )는 대한민국의 제3대 부산광역시 금정구의원이다.

## 학력
- 전포국민학교 졸업

## 경력
- 공덕초등학교 육성 회장
- 화장장 반대 5개동 추진위원장
- 금정구 화장장 강제설치결사반대 추진위원장
- 1998.07 ~ 2002.06 제3대 부산광역시 금정구의회 의원
- 1998.07 ~ 2000.07 제3대 부산광역시 금정구의회 전반기 의회운영위원회 위원
- 1998.07 ~ 2000.07 제3대 부산광역시 금정구의회 전반기 도시산업위원회 위원
- 1998.07 ~ 2000.07 제3대 부산광역시 금정구의회 전반기 예산결산특별위원회 간사
- 2000.07 ~ 2002.06 제3대 부산광역시 금정구의회 후반기 도시산업위원회 간사
- 2000.07 ~ 2002.06 제3대 부산광역시 금정구의회 후반기 예산결산특별위원회 간사
- 2001 부산광역시 금정구청장 후보

## 역대 선거 결과
|  | 53.66% |

|  | 15.37% |

|  | 11.77% |